# Università Nazionale di Pusan
L'Università Nazionale di Busan (in coreano: 부산대학교, in inglese: Pusan National University o PNU) è un'università statale mista situata a Busan, Corea del Sud. Fondata nel 1946, e chiamata colloquialmente anche Pusandae (부산대), è considerata l'università più prestigiosa della città, e una delle istituzioni pubbliche più importanti fuori dalla capitale Seul. Il campus principale è situato nel distretto Geumjeong, ed è facilmente raggiungibile grazie alla metropolitana cittadina. La PNU inoltre possiede anche altri due campus, uno nella città di Yangsan, e uno nella città di Miryang.

## Galleria d'immagini

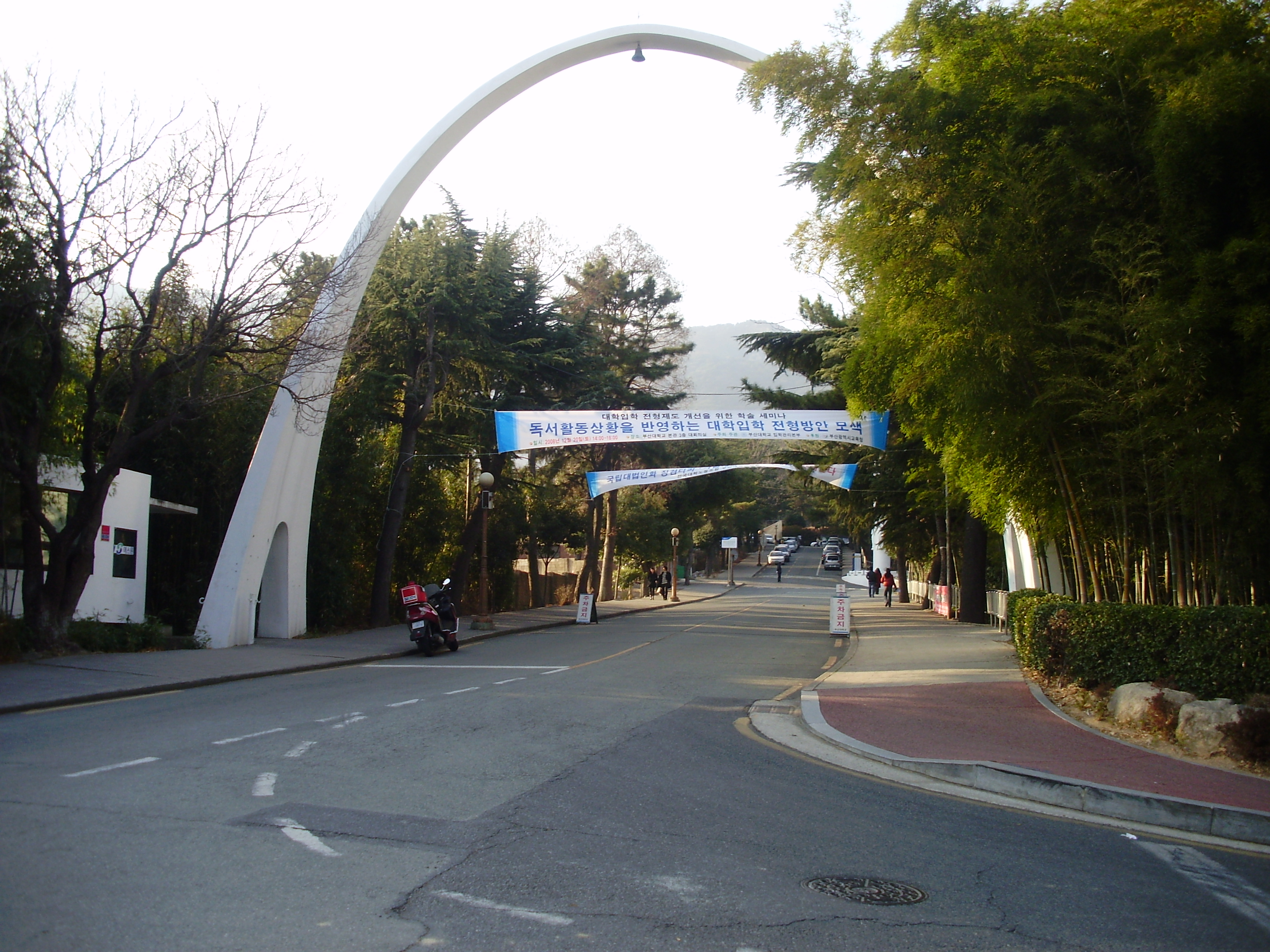
Università Nazionale di Pusan - Campus
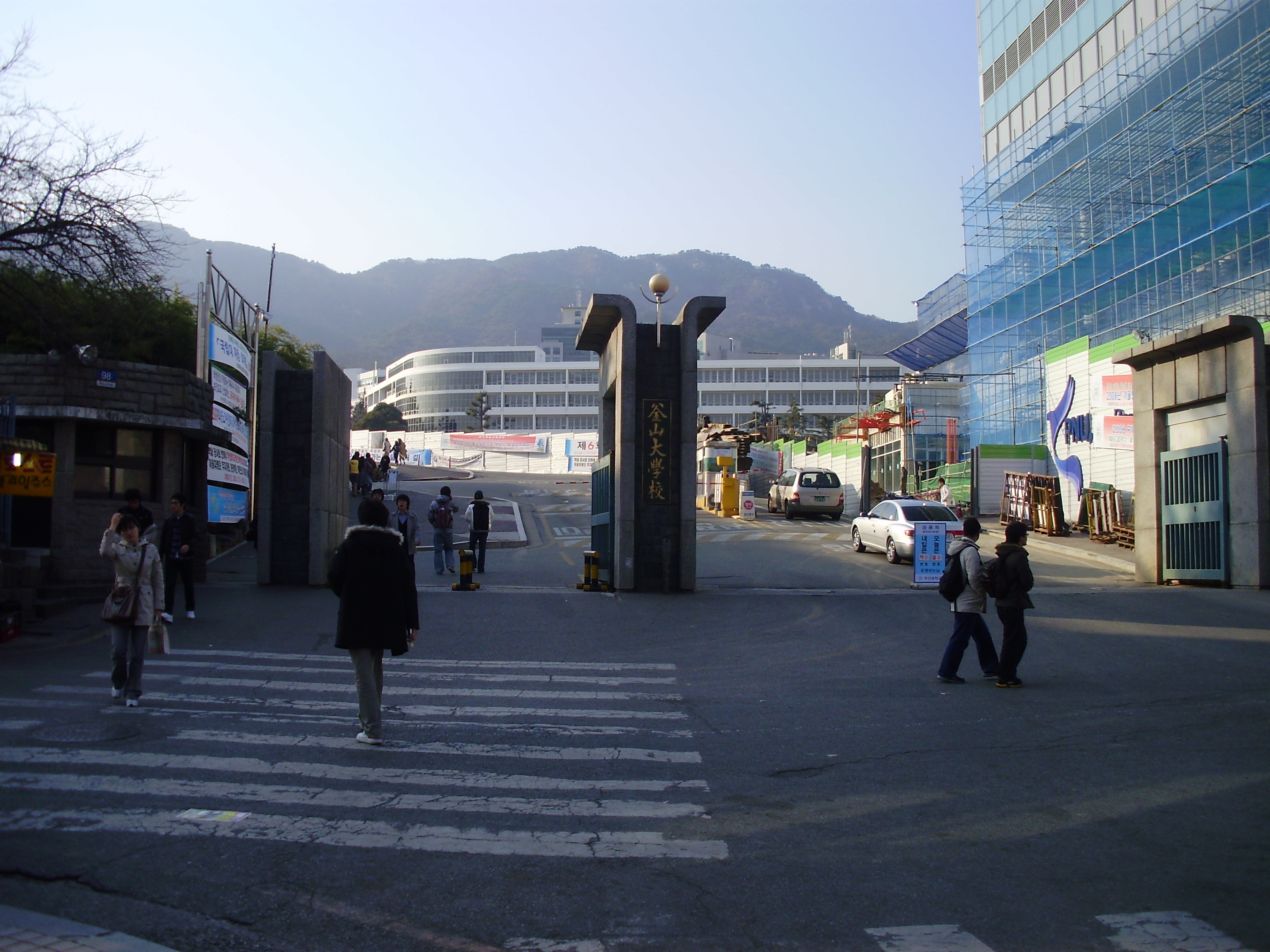
Entrata principale del campus di Pusan
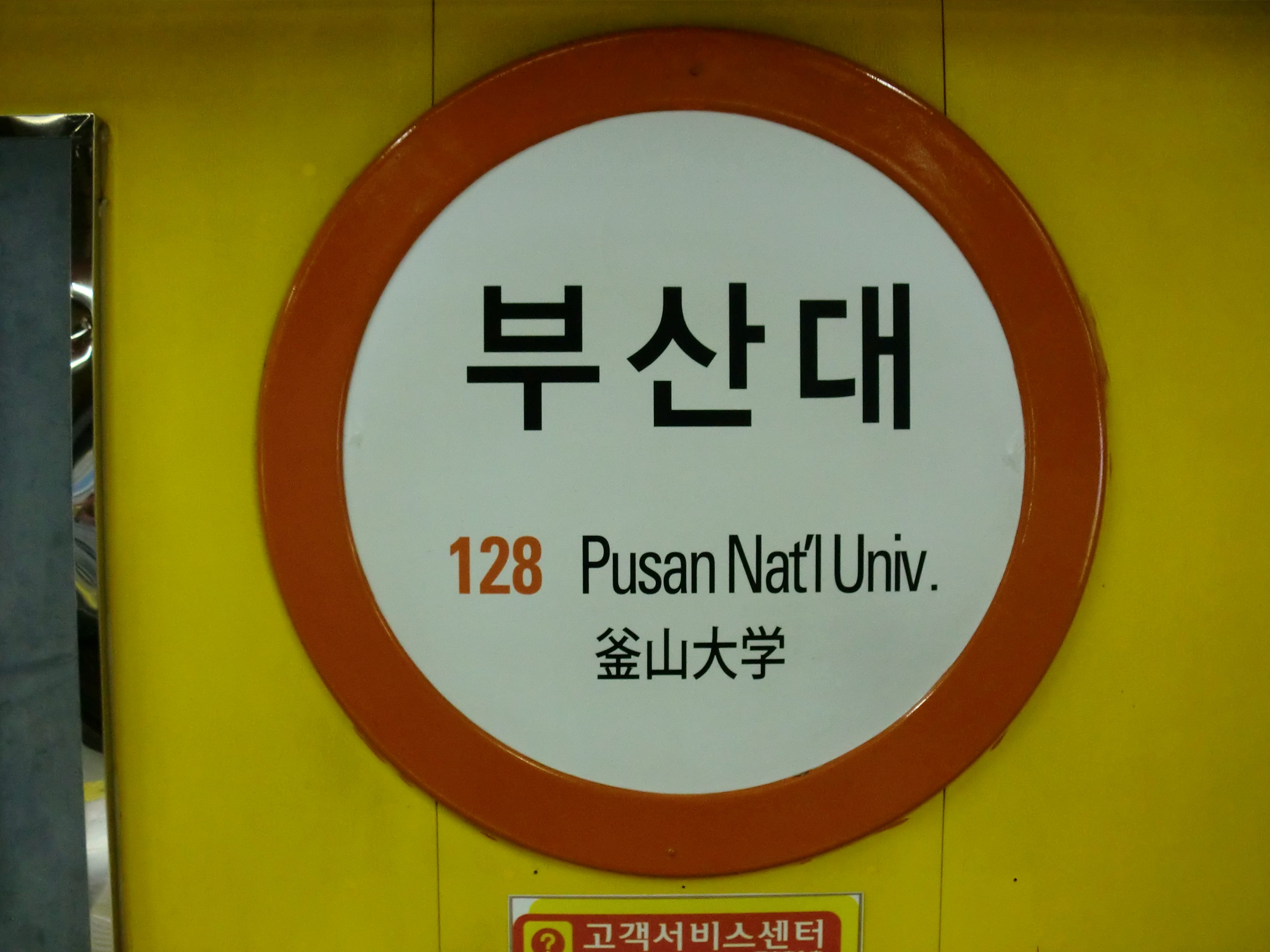
Fermata della metropolitana vicino all'università